# 開放性骨折
开放性骨折是一种較嚴重的骨折，開放性骨折傷者的骨頭斷裂處附近的皮肤上有开放性伤口。皮肤上的伤口通常是由于骨头戳破皮肤造成的。开放性骨折通常是由交通事故引起。 開放性骨折可能会危及生命，也有可能導致人的肢體殘廢。為降低感染风险，開放性骨折傷者至少要接受24小时的抗生素治疗。 